# Entraîneur du mois du Championnat d'Espagne de football
Le trophée de l'entraîneur du mois du Championnat d'Espagne de football (Mejor entrenador de LaLiga Santander del mes) est une récompense attribuée chaque mois aux meilleurs entraîneurs du Championnat d'Espagne et Championnat d'Espagne de D2 de la saison 2013-2014 jusqu'à la saison 2016-2017. Le vainqueur, désigné la première semaine du mois suivant, est habituellement désigné par le sponsor du championnat qui était à cette époque Santander.
Le prix a été abandonné à l'issue de la saison 2016-2017 mais a été rétabli en 2023-2024, uniquement en première division, soit six ans plus tard, à la suite du changement de sponsor du Championnat d'Espagne.

## Palmarès

### Première division
Le palmarès de l'entraîneur du mois de La Liga s'établit comme suit.
| Mois      | Entraîneur         | Équipe          |
| --------- | ------------------ | --------------- |
| Septembre | Marcelino          | Villarreal CF   |
| Octobre   | Diego Simeone      | Atlético Madrid |
| Novembre  | Francisco          | UD Almería      |
| Décembre  | Jagoba Arrasate    | Real Sociedad   |
| Janvier   | Ernesto Valverde   | Athletic Bilbao |
| Février   | Juan Antonio Pizzi | Valence CF      |
| Mars      | Unai Emery         | Séville FC      |
| Avril     | Paco Jémez         | Rayo Vallecano  |
| Mai       | Francisco (2)      | UD Almería (2)  |

| Mois      | Entraîneur              | Équipe              |
| --------- | ----------------------- | ------------------- |
| Septembre | Nuno Espírito Santo     | Valence CF (2)      |
| Octobre   | Carlo Ancelotti         | Real Madrid         |
| Novembre  | Ernesto Valverde (2)    | Athletic Bilbao (2) |
| Décembre  | Nuno Espírito Santo (2) | Valence CF (3)      |
| Janvier   | Unai Emery (2)          | Séville FC (2)      |
| Février   | Nuno Espírito Santo (3) | Valence CF (4)      |
| Mars      | Ernesto Valverde (3)    | Athletic Bilbao (3) |
| Avril     | Carlo Ancelotti (2)     | Real Madrid (2)     |
| Mai       | José Ramón Sandoval     | Grenade CF          |

| Mois      | Entraîneur           | Équipe              |
| --------- | -------------------- | ------------------- |
| Septembre | Marcelino (2)        | Villarreal CF (2)   |
| Octobre   | Ernesto Valverde (4) | Athletic Bilbao (4) |
| Novembre  | Diego Simeone (2)    | Atlético Madrid (2) |
| Décembre  | Javi Gracia          | Málaga CF           |
| Janvier   | Unai Emery (3)       | Séville FC (3)      |
| Février   | Eusebio Sacristán    | Real Sociedad (2)   |
| Mars      | Quique Setién        | Las Palmas          |
| Avril     | Zinédine Zidane      | Real Madrid (3)     |
| Mai       | Luis Enrique         | FC Barcelone        |

| Mois      | Joueur                | Équipe              |
| --------- | --------------------- | ------------------- |
| Août      | Quique Setién (2)     | Las Palmas (2)      |
| Septembre | Ernesto Valverde (5)  | Athletic Bilbao (5) |
| Octobre   | Jorge Sampaoli        | Séville FC (4)      |
| Novembre  | Eusebio Sacristán (2) | Real Sociedad (3)   |
| Décembre  | Fran Escribá          | Villarreal CF (3)   |
| Janvier   | Eduardo Berizzo       | Celta Vigo          |
| Février   | José Luis Mendilibar  | SD Eibar            |
| Mars      | Diego Simeone (3)     | Atlético Madrid (3) |
| Avril     | Míchel                | Málaga CF (2)       |
| Mai       | Zinédine Zidane (2)   | Real Madrid (4)     |

| Mois      | Entraîneur           | Équipe              |
| --------- | -------------------- | ------------------- |
| Août      | Carlo Ancelotti (3)  | Real Madrid (5)     |
| Septembre | Míchel,              | Girona FC           |
| Octobre   | Diego Simeone (4)    | Atlético Madrid (4) |
| Novembre  | Míchel, (2)          | Girona FC (2)       |
| Décembre  | Ernesto Valverde (6) | Athletic Bilbao (6) |
| Janvier   | Míchel (3)           | Girona FC (3)       |
| Février   | Ernesto Valverde (7) | Athletic Bilbao (7) |
| Mars      | Marcelino (3)        | Villarreal CF (3)   |
| Avril     | Carlo Ancelotti (4)  | Real Madrid (6)     |

| Mois      | Joueur               | Équipe                |
| --------- | -------------------- | --------------------- |
| Août      | Hansi Flick          | FC Barcelone (2)      |
| Septembre | Ernesto Valverde (8) | Athletic Bilbao (8)   |
| Octobre   | Hansi Flick (2)      | FC Barcelone (3)      |
| Novembre  | Míchel (4)           | Girona FC (4)         |
| Décembre  | Diego Simeone (5)    | Atlético Madrid (5)   |
| Janvier   | José Bordalás        | Getafe CF             |
| Février   | Hansi Flick (3)      | FC Barcelone (4)      |
| Mars      | Manuel Pellegrini    | Real Betis            |
| Avril     | Manolo González      | Espanyol de Barcelone |

### Deuxième division
Le palmarès de l'entraîneur du mois de La Liga 2 s'établit comme suit.
| Sommaire                                      |
| --------------------------------------------- |
| 2013-2014 • 2014-2015 • 2015-2016 • 2016-2017 |

| Mois      | Entraîneur          | Équipe               |
| --------- | ------------------- | -------------------- |
| Septembre | Sergi Barjuan       | Recreativo de Huelva |
| Octobre   | Quique Setién       | CD Lugo              |
| Novembre  | Gaizka Garitano     | SD Eibar             |
| Décembre  | Gaizka Garitano (2) | SD Eibar (2)         |
| Janvier   | Paco Herrera        | Real Saragosse       |
| Février   | Gaizka Garitano (3) | SD Eibar (3)         |
| Mars      | Sergio Lobera       | UD Las Palmas        |
| Avril     | Álvaro Cervera      | CD Tenerife          |
| Mai       | José Bordalás       | AD Alcorcón          |

| Mois      | Entraîneur         | Équipe            |
| --------- | ------------------ | ----------------- |
| Septembre | Abelardo Fernández | Sporting Gijón    |
| Octobre   | Pablo Machín       | Girona FC         |
| Novembre  | Paco Herrera (2)   | UD Las Palmas (2) |
| Décembre  | Carlos Terrazas    | CD Mirandés       |
| Janvier   | Pablo Machín (2)   | Girona FC (2)     |
| Février   | Lluís Carrillo     | UE Llagostera     |
| Mars      | Lluís Carrillo (2) | UE Llagostera (2) |
| Avril     | Pepe Mel           | Real Betis        |
| Mai       | Pablo Machín (3)   | Girona FC (3)     |

| Mois      | Entraîneur         | Équipe              |
| --------- | ------------------ | ------------------- |
| Septembre | Quique Martín      | CA Osasuna          |
| Octobre   | Ranko Popović      | Real Saragosse (2)  |
| Novembre  | Vicente Moreno     | Gimnàstic Tarragone |
| Décembre  | Sergio Egea        | Real Oviedo         |
| Janvier   | Asier Garitano     | CD Leganés          |
| Février   | Lluís Carreras     | Real Saragosse (3)  |
| Mars      | José Antonio Durán | CD Lugo (2)         |
| Avril     | Pablo Machín (4)   | Girona FC (4)       |
| Mai       | José Bordalás (2)  | Deportivo Alavés    |
| Juin      | Quique Martín (2)  | CA Osasuna (2)      |

| Mois      | Entraîneur           | Équipe              |
| --------- | -------------------- | ------------------- |
| Août      | Juan Muñiz           | Levante UD          |
| Septembre | Carlos Terrazas (2)  | CD Mirandés (2)     |
| Octobre   | Diego Martínez       | Sevilla Atlético    |
| Novembre  | Pablo Machín (5)     | Girona FC (5)       |
| Décembre  | Álvaro Cervera       | Cádiz               |
| Janvier   | Paco Herrera (3)     | Real Valladolid     |
| Février   | José Luis Martí      | CD Tenerife         |
| Mars      | Juan Antonio Anquela | SD Huesca           |
| Avril     | Míchel               | Rayo Vallecano      |
| Mai       | Paco Herrera (4)     | Real Valladolid (2) |

## Statistiques

### Première division
| Entraîneur | Victoires |
| --- | --------- |
| Ernesto Valverde | 8         |
| Diego Simeone | 5         |
| Míchel Carlo Ancelotti | 4         |
| Nuno Espírito Santo Unai Emery Marcelino Hansi Flick | 3         |
| Francisco Quique Setién Eusebio Sacristán Zinédine Zidane | 2         |
| Jagoba Arrasate Juan Antonio Pizzi Paco Jémez José Ramón Sandoval Javi Gracia Luis Enrique Jorge Sampaoli Fran Escribá Eduardo Berizzo José Luis Mendilibar Míchel José Bordalás Manuel Pellegrini Manolo González | 1         |

| Club                                                                                        | Victoires |
| ------------------------------------------------------------------------------------------- | --------- |
| Athletic Bilbao                                                                             | 8         |
| Real Madrid                                                                                 | 6         |
| Atlético de Madrid                                                                          | 5         |
| Valence CF Séville FC Girona FC FC Barcelone                                                | 4         |
| Real Sociedad Villarreal CF                                                                 | 3         |
| UD Almería UD Las Palmas Málaga CF                                                          | 2         |
| Rayo Vallecano Grenade CF Celta de Vigo SD Eibar Getafe CF Real Betis Espanyol de Barcelone | 1         |

| Pays               | Victoires |
| ------------------ | --------- |
| Espagne            | 34        |
| Argentine          | 8         |
| Italie             | 4         |
| Portugal Allemagne | 3         |
| France             | 2         |
| Chili              | 1         |

### Deuxième division
| Entraîneur | Victoires |
| --- | --------- |
| Pablo Machín | 5         |
| Paco Herrera | 4         |
| Gaizka Garitano | 3         |
| Lluís Carrillo José Bordalás Quique Martín Carlos Terrazas | 2         |
| Sergi Barjuan Quique Setién Sergio Lobera Álvaro Cervera Manolo Díaz Pepe Mel Ranko Popović Vicente Moreno Sergio Egea Asier Garitano Lluís Carreras José Antonio Durán Juan Muñiz Diego Martínez Álvaro Cervera José Luis Martí Juan Antonio Anquela Míchel | 1         |

| Club | Victoires |
| --- | --------- |
| Girona FC | 5         |
| SD Eibar Real Saragosse | 3         |
| UD Las Palmas UE Llagostera CD Lugo CA Osasuna CD Mirandés Real Valladolid | 2         |
| Recreativo de Huelva CD Tenerife AD Alcorcón Sporting de Gijón Real Betis Gimnàstic de Tarragone Real Oviedo CD Leganés Deportivo Alavés Levante UD Sevilla Atlético Cadix CF SD Huesca Rayo Vallecano | 1         |

| Pays             | Victoires |
| ---------------- | --------- |
| Espagne          | 36        |
| Serbie Argentine | 1         |